# Carolus Duran

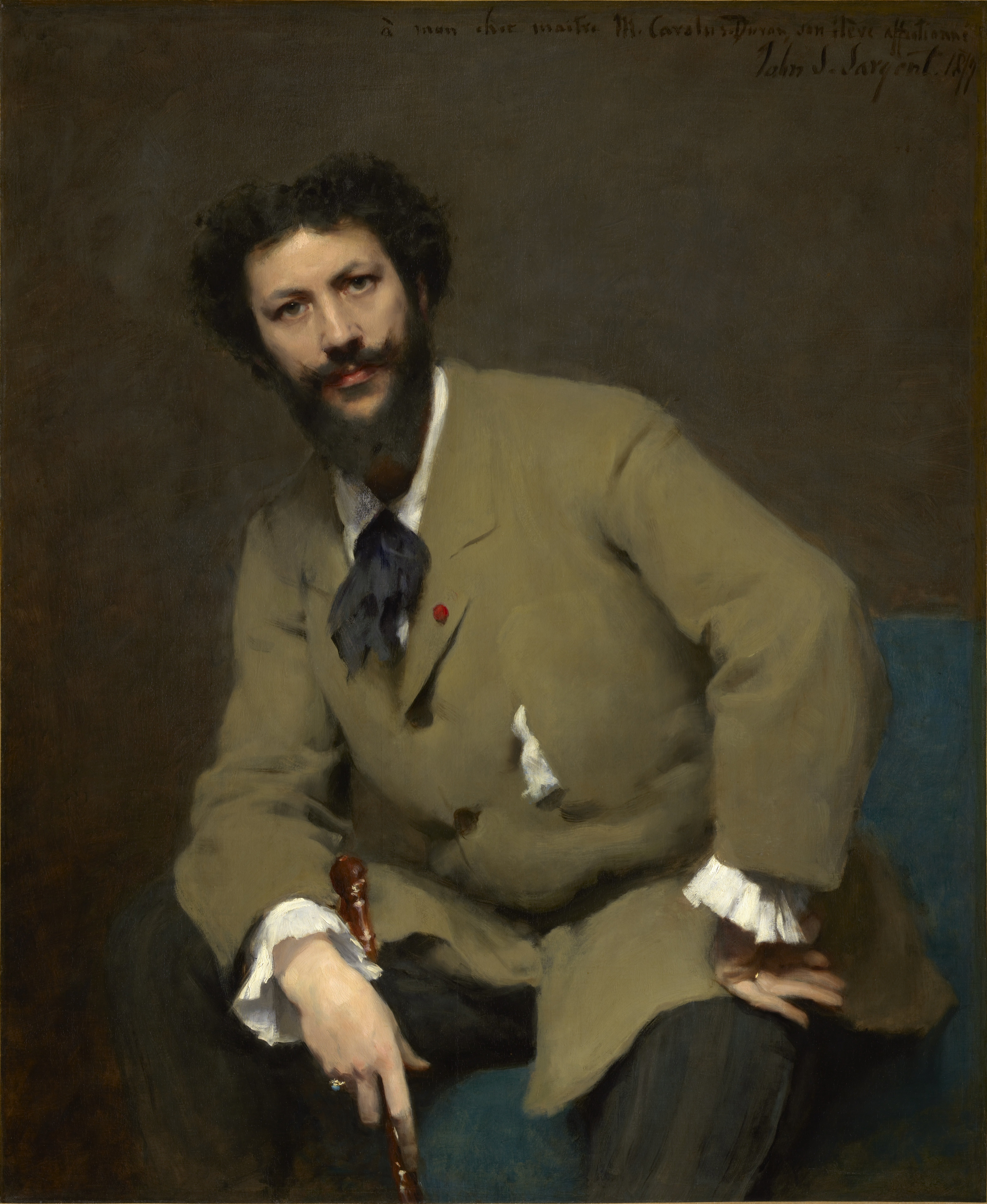
Retrat de Carolus-Duran (1879) per John Singer Sargent.

Charles Émile Auguste Durand, conegut com a Carolus Duran va ser un pintor i professor de belles arts francès nascut el 4 de juliol de 1837 i mort el 17 de febrer de 1917. És conegut per les seves pintures de l'alta societat en la Tercera República de França.

## Biografia
Carolus Duran va néixer a Lilla. Va estudiar a l'Acadèmia de la seva ciutat i després en l'Académie des Beaux-Arts a París. El 1861, va viatjar a Itàlia i Espanya per cursar estudis superiors, sobretot dedicats a les pintures de Velázquez. La seva pintura dramàtica Assassinats o L'assassinat (1866), va ser un dels seus primers èxits, una peça que ara s'exposa al Palais des Beaux-Arts de Lille.
Carolus Duran és molt conegut com a pintor de retrats, mestre d'alguns dels artistes més brillants de la següent generació, com és el cas de Ramón Casas. La seva pintura Mare de Déu amb el guant (1869), un retrat de la seva esposa, va ser comprada pel Musée du Luxembourg a París.
El 1889, va ser nomenat comandant de la Legió d'Honor. Un any més tard va participar en la creació de la Societat Nacional d'Art Francès (Société Nationale des Beaux Arts). Es va convertir en membre de l'Acadèmia de França a Roma el 1904, i a l'any següent va ser nomenat director d'aquesta Acadèmia de Belles Arts. Va morir a París.

## Obra

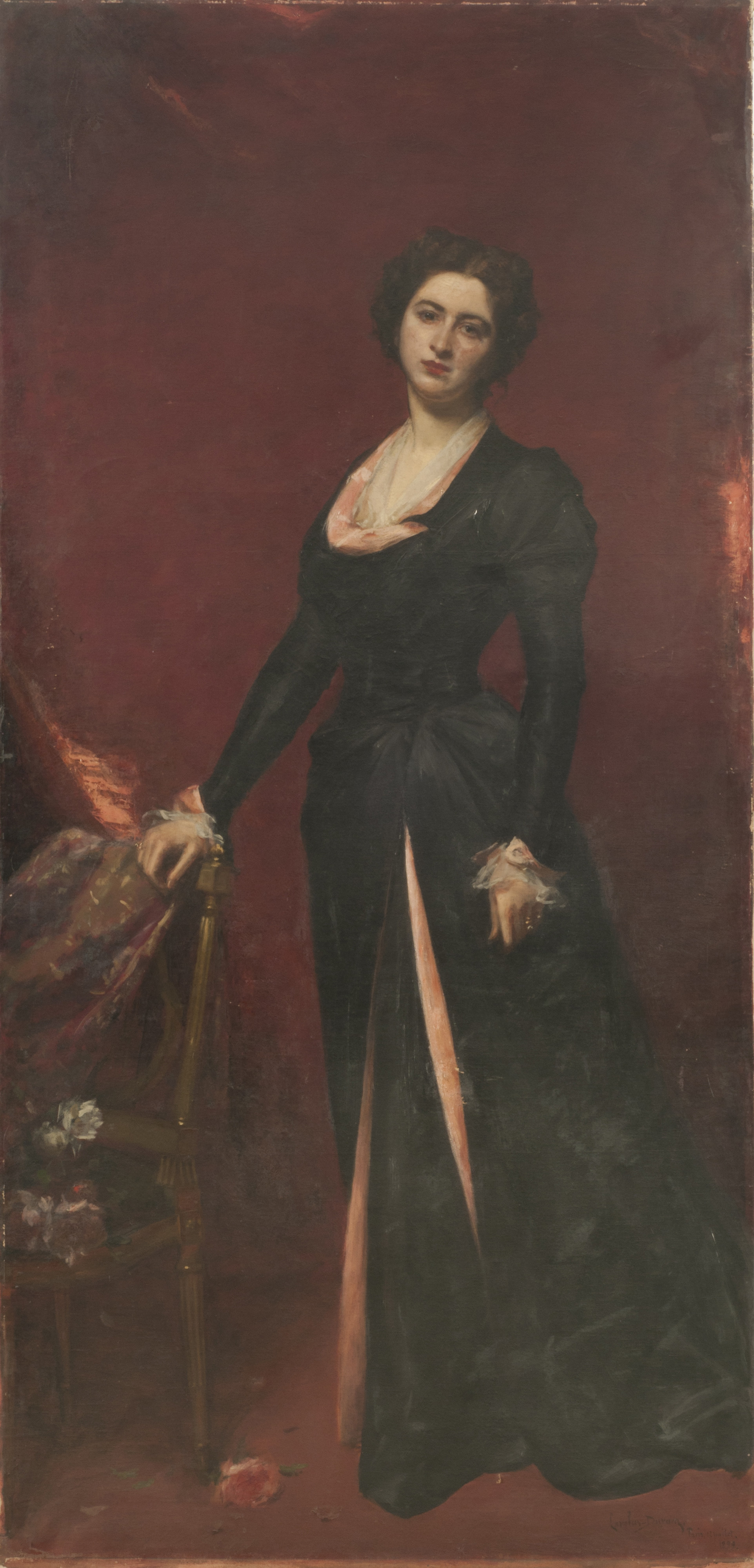
Retrat de María Reyna de Fernández Blanco - Carolus-Duran

L'obra de Carolus Duran es troba repartida per les grans pinacoteques del món, particularment per les franceses del Louvre, el Museu de Orsay o el nord-americà Museu Metropolità d'Art de Nova York.
- Dame en noir, 1859
- Le Convalescent , 1860
- Zacharie Astruc, 1860, Museu d'Orsay, París
- Edmond Lebel, 1862
- El asesinato, 1866
- Le Baiser, 1868, Palau de Belles Arts de Lilla
- San Francisco de Asís, 1868
- El triunfo de Baco, 1868
- Mare de Déu amb el guant, 1869
- Merrymakers, 1870
- Mademoiselle de Lancey, 1876.
- Study of Lilia, 1887
- Estudi de Mrs. William Astor,

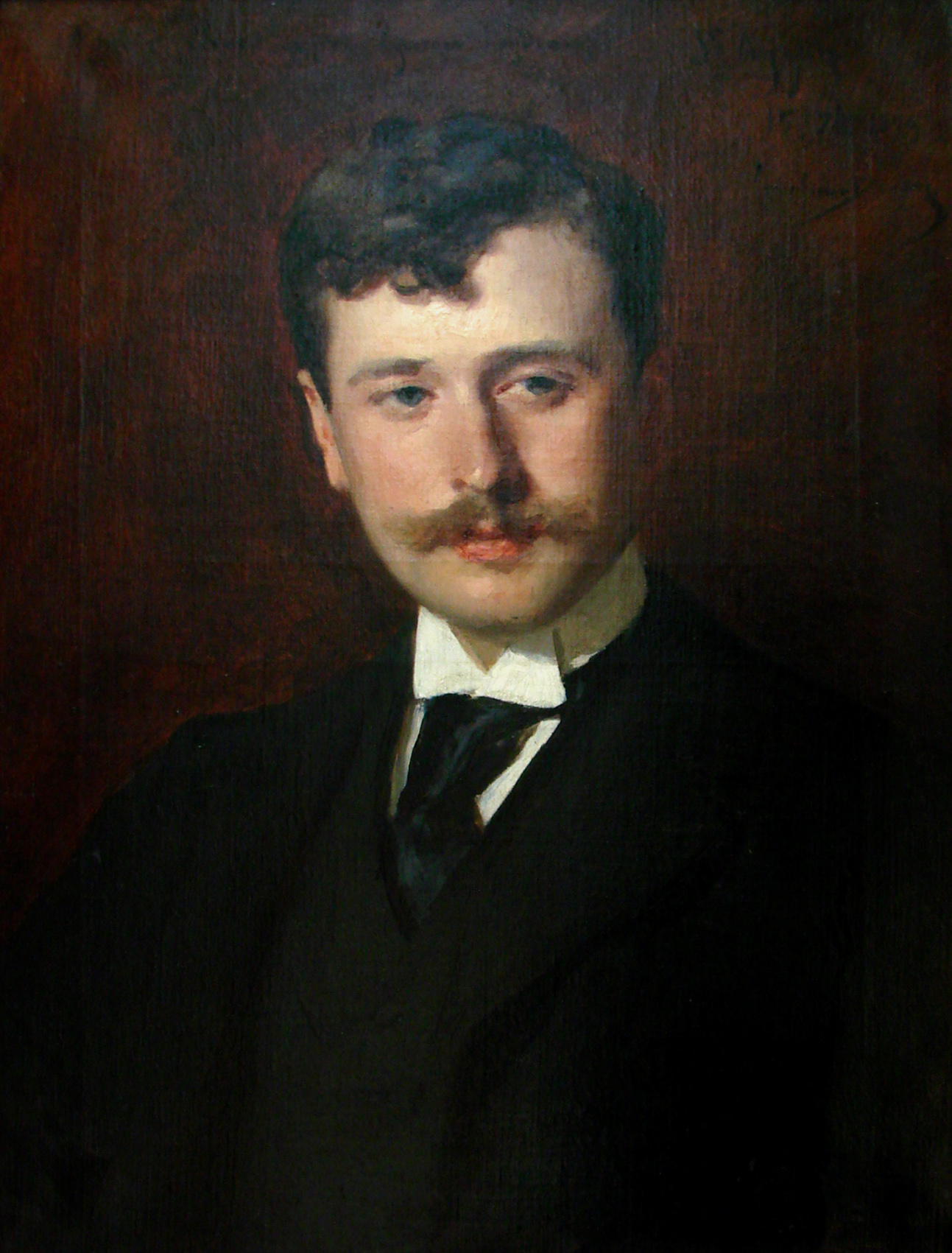
Retrat de G. Feydeau
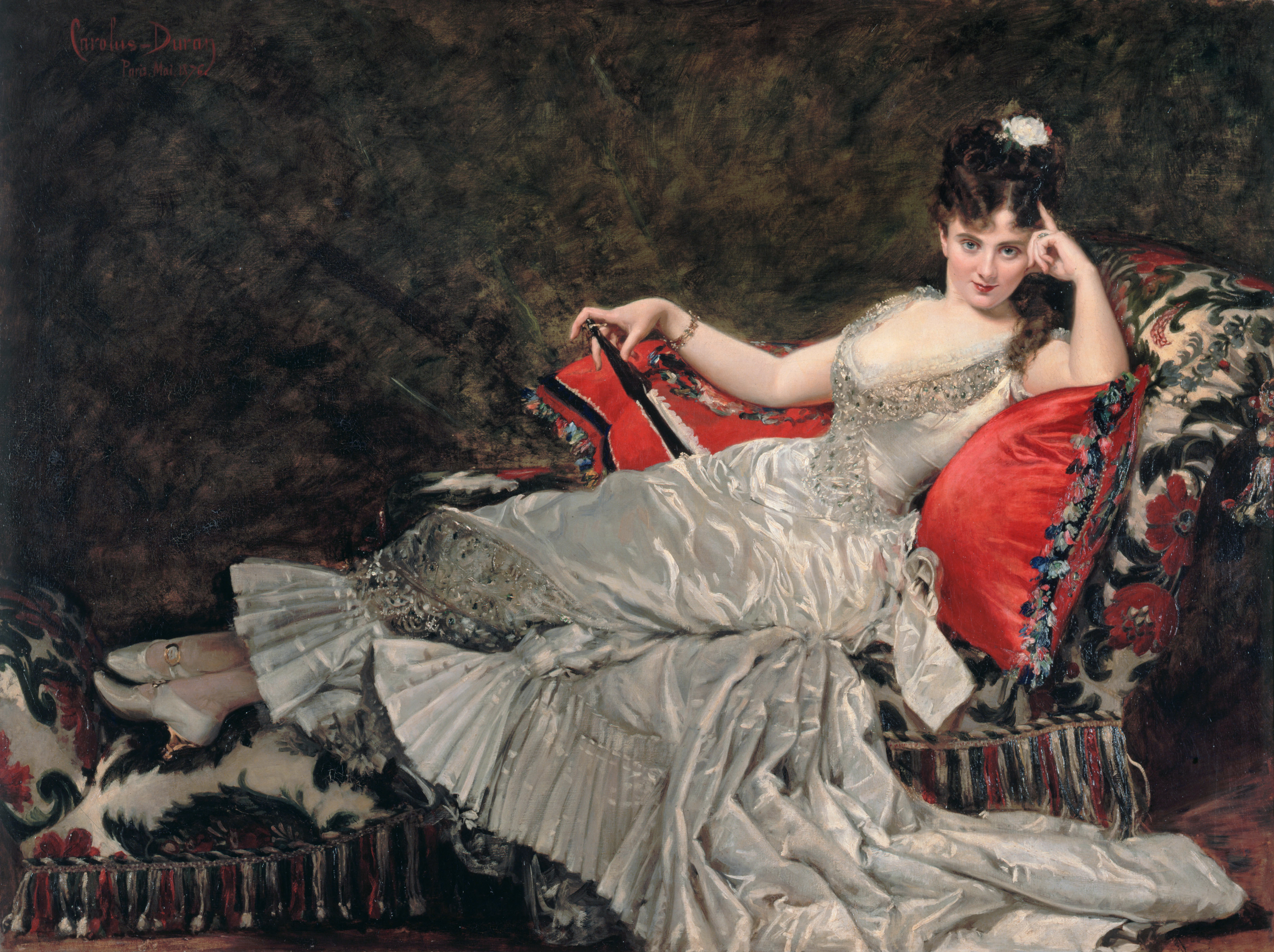
Mademoiselle de Lancey, 1876